# 굿모닝 MBN
굿모닝 MBN은 대한민국에서 평일 아침 7시부터 8시까지 텔레비전으로 아침 시간대에 방송되는 매일방송의 뉴스 프로그램이다.

## 방송 시간
- 2011년 12월 1일 ~ 2012년 3월 3일 : 평일 아침 5시 ~ 7시 (2시간), 토요일 아침 6시 ~ 7시 (1시간)
- 2012년 3월 5일 ~ 2013년 1월 4일 : 평일 아침 5시 ~ 7시 (2시간)
- 2013년 1월 7일 ~ 2013년 3월 2일 : 평일 오전 6시 ~ 8시 (2시간), 토요일 아침 6시 ~ 7시 (1시간)
- 2013년 3월 4일 ~ 2013년 10월 17일, 2014년 12월 1일 ~ 2015년 1월 30일, 2017년 2월 13일 ~ 2019년 12월 13일, 2020년 2월 19일 ~ 현재 : 평일 아침 7시 ~ 8시 (1시간)
- 2014년 10월 20일 ~ 2014년 11월 28일 : 평일 아침 7시 ~ 8시 10분 (1시간 10분)
- 2015년 2월 2일 ~ 2017년 2월 10일 : 평일 아침 6시 50분 ~ 8시 (1시간 10분)
- 2019년 12월 16일 ~ 2020년 2월 18일 : 평일 아침 8시 ~ 오전 9시 (1시간)

## 같이 보기
- KBS 뉴스광장 (월~토요일) (KBS 1TV)
- KBS 아침뉴스타임 (평일) (KBS 2TV)
- MBC 뉴스투데이 (월~토요일) (MBC TV)
- 모닝와이드 1, 2부 (월~토요일) (SBS TV)
- 아침& (JTBC)
- 굿모닝 월드, 아침 & 매일경제 (MBN)
- TV조선 뉴스퍼레이드 (TV조선)
- 김진의 돌직구쇼 (채널A)